# Estação Ferroviária de Canas-Felgueira
A Estação Ferroviária de Canas-Felgueira (nome anteriormente grafado como "Cannas"), originalmente conhecida como de Canas de Senhorim, é uma interface da Linha da Beira Alta, que serve a localidade de Canas de Senhorim, no Distrito de Viseu, em Portugal.

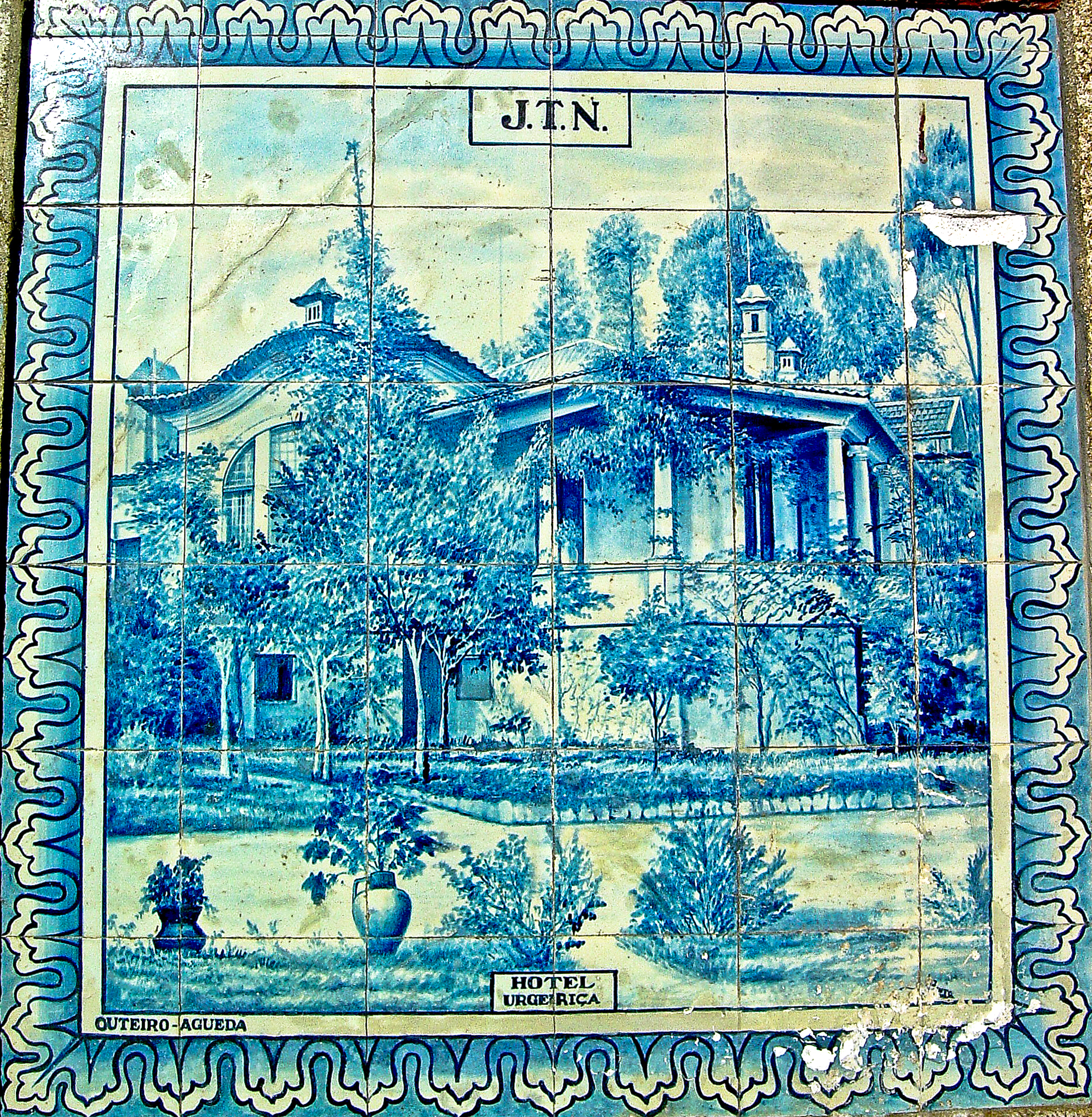
Painel azulejar promovendo o Hotel da Urgeiriça, um de vários colocados pela J.T.N. na estação de Canas-Felgueira.

## Descrição

### Localização e acessos
A estação situa-se junto à localidade de Canas de Senhorim, em frente ao Largo da Estação.

### Infraestrutura
Esta interface apresenta seis vias de circulação, identificadas como I, I-A, I + I-A, II, II-A, e II + II-A, com comprimentos entre 225 e 675 m, sendo destas duas (I e II) acessíveis por plataforma de 100 m de comprimento e 65 cm de altura; existe ainda uma via secundária, identificada como III, com comprimento de 395 m; todas estas vias estão eletrificadas em toda a sua extensão, escetuando a via II-A, eletrificada apenas 172 dos seus 390 m. O edifício de passageiros situa-se do lado noroeste da via (lado esquerdo do sentido ascendente, a Vilar Formoso). A superfície dos carris da estação ferroviária de Canas-Felgueira no seu ponto nominal situa-se à altitude de 3375 dm acima do nível médio das águas do mar.

### Serviços
Em dados de 2023, esta interface é frequentada por autocarros ao serviço da C.P. substituindo provisoriamente, por motivo de obras, o seu serviço regional, com duas circulações diárias em cada sentido entre Coimbra-B e Guarda.

## História

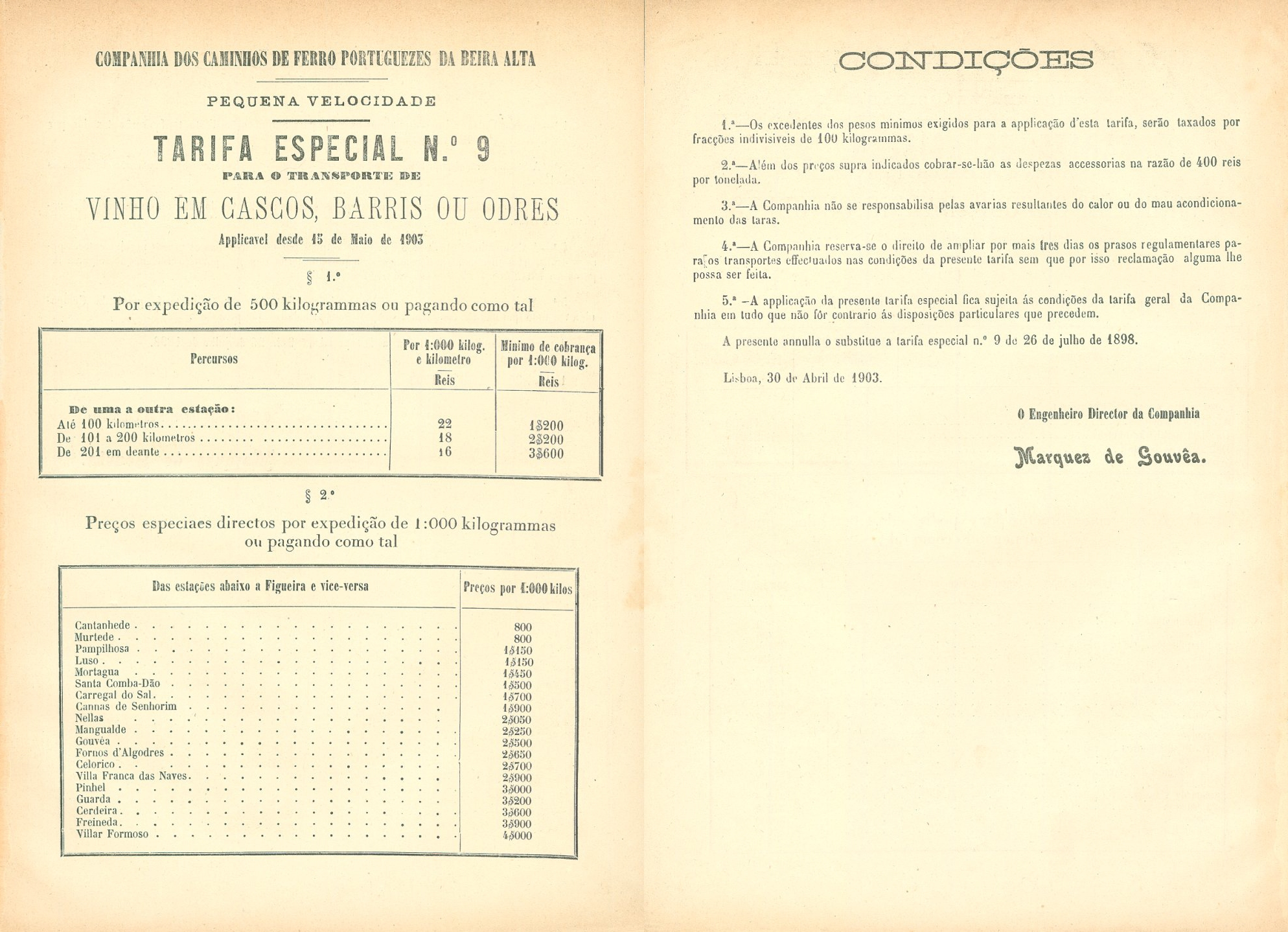
Informação tarifária de 1903, onde esta interface surge ainda com o nome original, Cannas de Senhorim.

A Linha da Beira Alta entrou ao serviço, de forma provisória, em 1 de Julho de 1882, tendo a linha sido definitivamente inaugurada no dia 3 de Agosto do mesmo ano, pela Companhia dos Caminhos de Ferro Portugueses da Beira Alta. Este interface constava já do elenco original de estações e apeadeiros, sendo designado Cannas de Senhorim (Apeadeiro). Em 1902 era já identificada como estação e nos horários de 1913 figurava já o nome composto Canas-Felgueira.

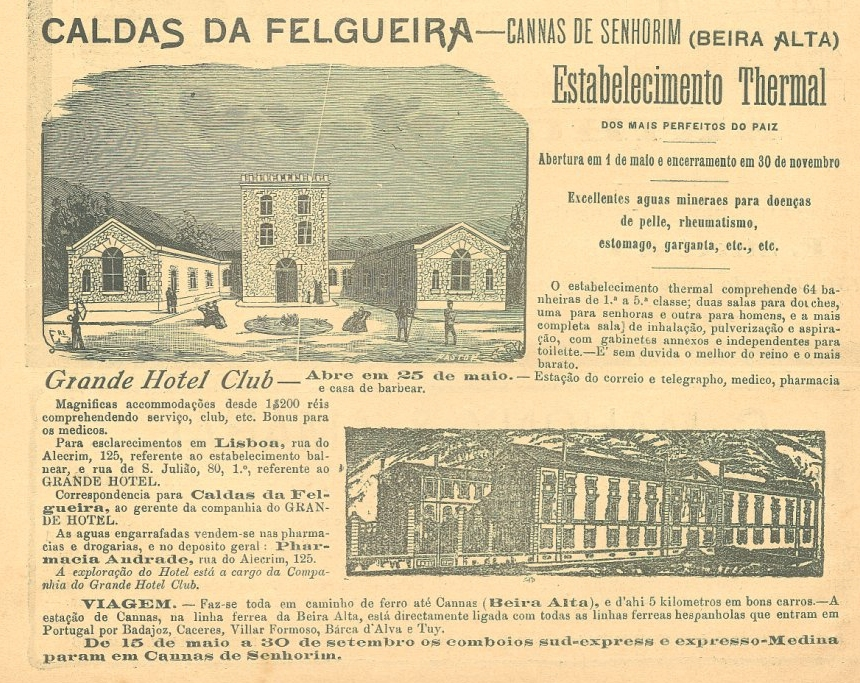
Anúncio de 1902 às Caldas de Felgueira, onde se publicita um serviço de carruagens entre aquela estância termal e a estação, que ainda surge com o nome de Cannas de Senhorim.

Em 1888, existia um serviço de diligências entre a estação e as Caldas da Felgueira, que ainda funcionava em 1913.
Em 1932, executaram-se trabalhos de modificação da retrete, tendo a fossa turca sido substituída por uma do tipo mouras. Em 1934 e 1935, o chefe da estação de Canas - Felgueira foi premiado com vários dias de licença, no âmbito de um concurso dos jardins das estações na Linha da Beira Alta. Em 1934, foram instaladas novas cancelas nos acessos ao cais, e em 1935 foi construído o pavimento do cais coberto, utilizando calçada de junta aberta reforçada com argamassa hidráulica. Em 1936, foram feitas obras de reparação no edifício da estação e nas retretes.
Em 1940, Canas ficou em quarto lugar no concurso das estações floridas da Linha da Beira Alta.

Em dados oficiais de 2011, esta interface tinha duas vias de circulação, com 541 e 514 m de comprimento, e duas plataformas, com 164 e 94 m de extensão, e 45 cm de altura  — valores mais tarde ajustados para os atuais.

## Observações
1. ↑  Indica-se para a via II-A também plataforma com 390 m de comprimento mas sem altura («-»), no que poderá ser um erro tipográfico.[2]